# Thymoites puer
Thymoites puer là một loài nhện trong họ Theridiidae.
Loài này thuộc chi Thymoites. Thymoites puer được Cândido Firmino de Mello-Leitão miêu tả năm 1941.